# Dwadzieścia (DVD Pidżamy Porno)
Dwadzieścia – drugie DVD koncertowe zespołu Pidżama Porno. Jest to zapis koncertu pożegnalnego z klubu Palladium w Warszawie z dnia 1 Grudnia 2007. Dodatkowo jako bonus płyta zawiera także dwie ścieżki z finałowego koncertu urodzinowego w hali Arena w Poznaniu.

## Utwory
1. "Co za dzień"
2. "Marchef w butonierce"
3. "Xero z kota"
4. "Wieczność" feat. Spięty
5. "Film o końcu świata"
6. "28 (One love)"
7. "Nimfy (Baby)" feat. Renata Przemyk
8. "Kocięta i szczenięta"
9. "Odlotowa Dorota"
10. "Bal u senatora '93"
11. "Grudniowy blues o Bukareszcie"
12. "Chłopcy idą na wojnę" feat. Spięty
13. "Doniebawzięci"
14. "Ezoteryczny Poznań"

Bisy
1. "Wojna nie jest Twoim stanem naturalnym"
2. "Harbour Of The Soul"
3. "Egzystencjalny paw"
4. "Twoja generacja"
5. "Welwetowe swetry"
6. "Antifa"
7. "Pasażerski"

Poznański bonus
1. "Czas czas czas"
2. "Droga na Brześć"

## Skład Zespołu
- Krzysztof "Grabaż" Grabowski
- Andrzej "Kozak" Kozakiewicz
- Sławek "Dziadek" Mizerkiewicz
- Rafał "Kuzyn" Piotrowiak
- Julian "Julo" Piotrowiak

Goście:
- Hubert "Spięty" Dobaczewski (Lao Che)
- Renata Przemyk